# Asyneuma pichleri
Asyneuma pichleri là loài thực vật có hoa trong họ Hoa chuông. Loài này được (Vis.) D.Lakuic & F.Conti mô tả khoa học đầu tiên năm 2004.